# Hrabstwo kłodzkie
Hrabstwo kłodzkie (niem. Grafschaft Glatz, śl.-niem. i kłodz. Grofschoaft Glootz lub Groofschoft Glootz, cz. Hrabství kladské) – dawna kraina historyczna ze stolicą w Kłodzku, istniejąca na obszarze obecnego powiatu kłodzkiego w latach 1459–1816, funkcjonująca w świadomości i tradycji mieszkańców do ich wysiedlenia w 1945, a także do czasów współczesnych w słownictwie i publikacjach dawnych niemieckich mieszkańców. Pojęcie odrębności hrabstwa kłodzkiego pozostało w nazwach, zwyczajach czy podporządkowaniu administracji kościelnej. Jego terytorium nazywane jest również ziemią kłodzką.

## Geografia
Hrabstwo kłodzkie to dawny region historyczny w południowo-wschodniej części obecnego województwa dolnośląskiego i częściowo w dzisiejszych Czechach (okręg Broumova). Obejmował południowo-wschodnią Sudetów Środkowych i zachodnią część Sudetów Wschodnich. Jego centrum stanowiła Kotlina Kłodzka. W całości do hrabstwa należały: Krowiarki, Góry Bystrzyckie, Góry Stołowe, Obniżenie Ścinawki oraz południowe zbocza Gór Bardzkich, Gór Złotych, południowo-wschodnie Gór Sowich, wschodnie fragmenty Gór Suchych, północno-wschodnie fragmenty Gór Orlickich, północno-zachodnie części Gór Bialskich i Masywu Śnieżnika, a także większa część Wzgórz Włodzickich.

## Granice
Północno-wschodnia granica hrabstwa przebiegała od Wielkiej Sowy partią szczytową: Gór Sowich, Grzbietem Zachodnim Gór Bardzkich, przez Przełęcz Bardzką, Grzbietem Wschodnim Gór Bardzkich, Gór Złotych, Gór Bialskich do Śnieżnika. Południowo-wschodnia granica od Śnieżnika przebiegała partią szczytową masywu Śnieżnika do Przełęczy Międzyleskiej. Granice hrabstwa od strony północnej, wschodniej i południowej były stałe. Zmiennością odznaczała się granica zachodnia, która od 1260 obejmowała obszar Broumova i Polic w kraju hradeckim w dzisiejszych Czechach. Do XVI wieku granica zachodnia hrabstwa kłodzkiego biegła głównym grzbietem Gór Bystrzyckich, w 1589 granicę przesunięto na nurt Dzikiej Orlicy. Do obecnych czasów zachowały się kamienie graniczne hrabstwa kłodzkiego: Kamienny trójprzedział na Śnieżniku i Trójpański Kamień na Leszczyńcu w Górach Suchych.

## Historia
Tereny byłego hrabstwa kłodzkiego zostały zasiedlone wcześnie. W starożytności przez tereny te biegł słynny szlak bursztynowy. W okresie średniowiecza tereny te stanowiły część Królestwa Czeskiego, najpierw, jak dawniej sądzono, pod władzą Sławnikowiców, później Przemyślidów i leżały na granicy ziem czeskich i polskich. Z imieniem Sławnika wiąże się pierwsza pisemna wzmianka o Kłodzku w kronice Kosmasa, praskiego kronikarza dotycząca 981 roku. W X i XI toczyły się polsko-czeskie zmagania o panowanie nad Kłodzczyzną. Na wiele lat granice między Czechami a Polską ustalił pokój kłodzki z 30 maja 1137, który zawarli książę Bolesław III Krzywousty i książę czeski Sobiesław I. Na jego podstawie Bolesław zachował niemal cały Śląsk z wyjątkiem ziemi opawskiej; tę ostatnią wraz z ziemią kłodzką zachował Sobiesław.
Specyfika ukształtowania terenu przyczyniła się do tego, że już w XIII wieku ziemia stała się odrębną jednostką administracyjną, określaną w dawnych dokumentach jako terra Glacensis, od XV w. comitatus Glacensis czy później Glatzer Land. W XIII i XIV wieku ziemią kłodzką kilkakrotnie władali Piastowie śląscy, m.in. Henryk IV Probus i Bolko II Ziębicki, jako lennicy króla Czech.
W 1458 namiestnik i wielkorządca Czech Jerzy z Podiebradów wykupił ziemię kłodzką i stała się ona jego osobistą posiadłością. W 1459 ziemia kłodzka została podniesiona przez króla Jerzego z Podiebradów do rangi hrabstwa w strukturze Królestwa Czeskiego i oddana jako lenno jego synom: Henrykowi, Wiktorynowi i Henrykowi młodszemu (Hynkowi). W 1477 do hrabstwa włączono tereny dawnego klucza homolskiego (zamek Homole i miasto Duszniki, dawniej będące częścią ziemi kłodzkiej) z dołączonych doń miastem Lewin i okolicznymi wsiami, dawniej należącymi do dóbr náchodskich. W 1501 po śmierci Henryka I Starszego książęta ziębiccy sprzedali hrabstwo swojemu szwagrowi Ulrichowi von Hardeckowi (Hardeggowi). Jego brat i spadkobierca Jan von Hardeck w 1534 sprzedał hrabstwo królowi czeskiemu Ferdynandowi I Habsburgowi, który w 1537 zastawił je Janowi z Pernštejnu. W 1549 zastaw przeszedł z ręki synów na księcia Ernesta bawarskiego, długoletniego biskupa pasawskiego i arcybiskupa salzburskiego. W 1561 Ferdynand I Habsburg wykupił zastaw częściowo, a w 1567 jego syn Maksymilian II Habsburg – całkowicie.
Od tej pory hrabstwo kłodzkie podlegało bezpośrednio czeskiemu monarsze. W 1742 wraz z większą częścią Śląska przeszło we władanie Królestwa Prus (sejm czeski ratyfikował zmianę w 1743), w 1816 włączono je w granice prowincji śląskiej. W 1871 stało wraz z Prusami się częścią II Rzeszy Niemieckiej. W 1945 zostało włączone do Polski, przy czym w pierwszych latach po II wojnie światowej stanowiło przedmiot sporu polsko-czechosłowackiego: Czechosłowacja, powołując się na prawa historyczne i etnograficzne, żądała przyłączenia ziemi kłodzkiej. Pod naciskiem Stalina został zachowany status quo, ale przebieg granicy został potwierdzony dopiero w układzie z 1958.
Pomimo zniesienia w 1816, pojęcie hrabstwa kłodzkiego funkcjonowało w świadomości i tradycji mieszkańców do ich wysiedlenia w 1945, a także do czasów współczesnych w słownictwie i publikacjach dawnych niemieckich mieszkańców. Pojęcie odrębności hrabstwa kłodzkiego pozostało w nazwach, zwyczajach czy podporządkowaniu administracji kościelnej. W 2009 rocznicę 550-lecia utworzenia hrabstwa obchodzili również polscy mieszkańcy a w skład obchodów wchodziło: podpisanie konstytucji hrabstwa, wykonanie jego hymnu, wybór hrabiego i hrabiny (Krzysztof Baldy i Monika Wielichowska).

## Hrabowie Kłodzka
Źródło
| Imię                                                  | Lata życia          | Okres     | Tytuł                      |
| ----------------------------------------------------- | ------------------- | --------- | -------------------------- |
| Jerzy z Podiebradów                                   | 1420–1471           | 1459–1465 | hrabia kłodzki, król Czech |
| Wiktoryn z Podiebradów Henryk I Starszy z Podiebradów | 1443–1500 1465–1498 | 1465–1472 | hrabiowie kłodzcy          |
| Henryk I Starszy z Podiebradów                        | 1448–1498           | 1472–1498 | hrabia kłodzki             |
| Albrecht Podiebradowicz                               | 1468–1511           | 1498–1501 | hrabia kłodzki             |
| Karol I Podiebradowicz                                | 1476–1536           | 1498–1501 | hrabia kłodzki             |
| Ulrich von Hardeck                                    | 1483–1535           | 1501–1524 | hrabia kłodzki             |
| Hans von Hardeck                                      | 1483–1533           | 1524–1534 | hrabia kłodzki             |
| Ferdynand I Habsburg                                  | 1503–1564           | 1534–1537 | arcyksiążę                 |
| Jan z Pernsteinu                                      | 1487–1548           | 1537–1548 | hrabia kłodzki             |
| Jaroslav z Pernsztejna                                | 1528–1560           | 1548–1548 | hrabia kłodzki             |
| Ernest Bawarski                                       | 1500–1560           | 1548–1560 | książę, biskup             |
| Albrecht V Bawarski                                   | 1528–1579           | 1561–1564 | książę                     |
| Ferdynand I Habsburg                                  | 1503–1564           | 1564–1566 | arcyksiążę                 |
| Maksymilian II Habsburg                               | 1527–1576           | 1567–1576 | cesarz                     |
| Rudolf II Habsburg                                    | 1552–1612           | 1576–1611 | cesarz                     |
| Maciej Habsburg                                       | 1557–1619           | 1612–1619 | cesarz                     |
| Ferdynand II Habsburg                                 | 1578–1637           | 1619–1622 | cesarz                     |
| Karol Habsburg (1607–1632)                            | 1607–1632           | 1622–1627 | arcyksiążę                 |
| Ferdynand III Habsburg                                | 1608–1657           | 1627–1649 | cesarz                     |
| Ferdynand IV Habsburg                                 | 1633–1654           | 1649–1654 | król                       |
| Leopold I Habsburg                                    | 1640–1705           | 1654–1705 | cesarz                     |
| Józef II Habsburg                                     | 1741–1790           | 1705–1711 | cesarz                     |
| Karol VI Habsburg                                     | 1685–1740           | 1711–1740 | król                       |
| Maria Teresa Habsburg                                 | 1717–1780           | 1740–1742 | cesarzowa                  |
| Fryderyk II Wielki                                    | 1712–1786           | 1742–1786 | król                       |
| Fryderyk Wilhelm II                                   | 1744–1797           | 1786–1797 | król                       |
| Fryderyk Wilhelm III                                  | 1770–1840           | 1797–1840 | król                       |

## Administracja kościelna
Od powstania biskupstwa w Pradze w 973 (od 1344 arcybiskupstwa) podlegała mu ziemia kłodzka (odrębnie od Śląska, zależnego od biskupów wrocławskich). Ten stan utrzymał się również po zajęciu hrabstwa przez Prusy w 1742, również po faktycznym włączeniu go do Śląska w 1816. Także po II wojnie światowej teren ten jako jedyna część państwa polskiego podlegał formalnie archidiecezji praskiej poprzez urząd wielkiego dziekana kłodzkiego jako wikariusza generalnego do 28 czerwca 1972.

## Ważniejsze daty z dziejów hrabstwa kłodzkiego
- 1458 – namiestnik i wielkorządca Czech Jerzy z Podiebradów kupił ziemię kłodzką
- 1459 – ziemia kłodzka została podniesiona przez króla Jerzego z Podiebradów do rangi suwerennego hrabstwa, co potwierdził cesarz Fryderyk III.
- 1491 – Henryk I Starszy z Podiebradów, syn Jerzego z Podiebradów ostatecznie sprzedał Broumowszczyznę klasztorowi z Broumova, definitywne oderwanie jej od ziemi kłodzkiej
- 1501 – synowie Henryka I sprzedali hrabstwo swojemu szwagrowi Ulrykowi von Hardeckowi
- 1534 – Hans von Hardeck (brat Ulryka) sprzedał hrabstwo królowi Czech i Węgier Ferdynandowi I
- 1537 – Ferdynand I zastawił hrabstwo Janowi z Pernštejnu
- 1549 – hrabstwo jako zastaw przeszło na księcia Ernesta bawarskiego
- II połowa XV wieku – tereny hrabstwa objęła reformacja; prócz luteranów pojawiają się zwolennicy unitarianizmu pod wodzą świeckiego nauczyciela Kaspra Schwenkfelda
- 1558 – na Kłodzko spadły kary po wykryciu szwenkfeldystów. Ferdynand jeszcze jako król czesko-węgierski tępił bezwzględnie wszelkich reformatorów
- 1561 – Ferdynand I (od 1556 już jako cesarz) – częściowo wykupił hrabstwo kłodzkie
- 1567 – cesarz Maksymilian II (syn Ferdynanda I) wykupił całkowicie hrabstwo kłodzkie
- 1589 – dokonano ostatniej, znaczącej zmiany granic hrabstwa kłodzkiego przesuwając ją na płd.-zach. z grzbietu Gór Bystrzyckich w dolinę Orlicy
- lata 1618–1648 – hrabstwo kłodzkie objęła wojna trzydziestoletnia, znaczne straty ludnościowe i materialne
- 1622 – do Kłodzka wrócili jezuici, wygnani wcześniej przez mieszczan kłodzkich
- lata 1661, 1668, 1679 – rozruchy chłopskie
- lata 1740–1742 – hrabstwo objęła I wojna śląska, rozpętana przez Fryderyka II Wielkiego, króla Prus
- 1742 – pokój wrocławski podpisany 11 czerwca zakończył I wojnę śląską, na jego mocy hrabstwo kłodzkie przechodzi do Prus
- lata 1744–1745 – II wojna śląska
- lata 1756–1763 – III wojna śląska (wojna siedmioletnia)
- 1763 – traktat w Hubertusburgu ugruntował panowanie Prus nad Śląskiem i hrabstwem kłodzkim
- lata 1778–1779 – wojna o sukcesję bawarską zwana „wojną kartoflaną” spustoszyła hrabstwo kłodzkie i utwierdziła panowanie Prus
- 1794 – z hrabstwa wyruszył drugi pułk piechoty w celu stłumienia insurekcji kościuszkowskiej w Polsce
- 1806–1807 – inwazja wojsk napoleońskich
- kwiecień-czerwiec 1807 – oblężenie twierdzy kłodzkiej
- 1 maja 1816 – administracyjne zniesienie hrabstwa kłodzkiego poprzez włączenie go jako Landkreis Glatz (podzielonego od 24 stycznia 1818 na powiaty Kłodzko i Bystrzyca Kłodzka) do rejencji dzierżoniowskiej, a po jej rozwiązaniu 1 maja 1820 do rejencji wrocławskiej w prowincji śląskiej[15][16].

## W kulturze
Hrabstwo kłodzkie wspomniane jest w słowach pieśni Fridericus Rex – marszu pruskich grenadierów

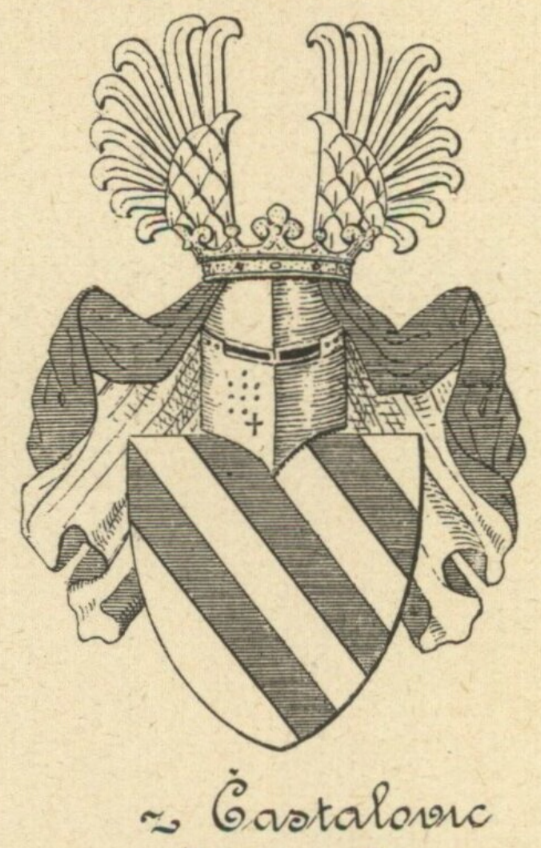
Herb Czastalowicz
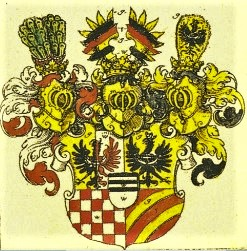
Herb księstwa ziębickiego
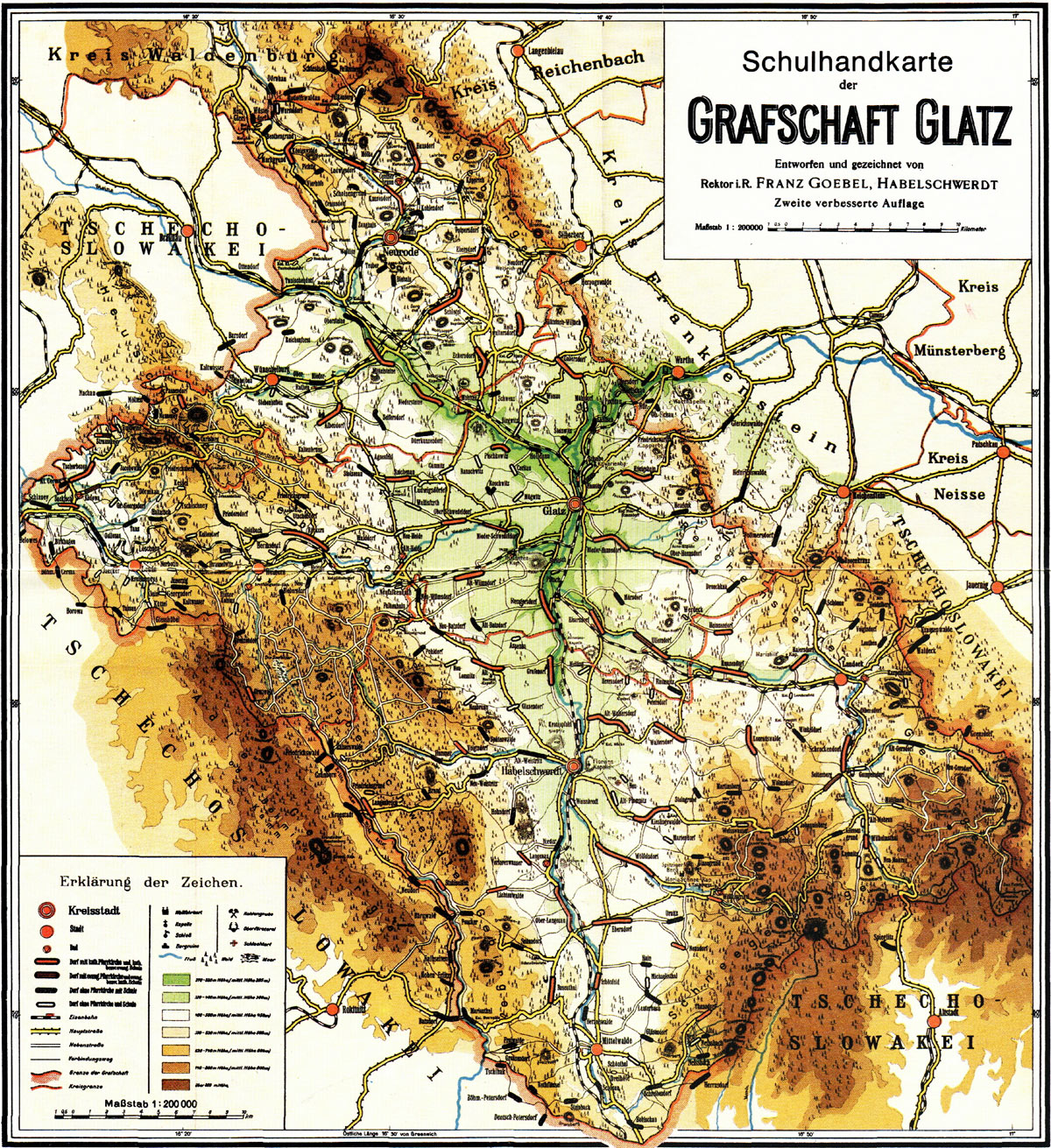
Ziemia kłodzka (1930)
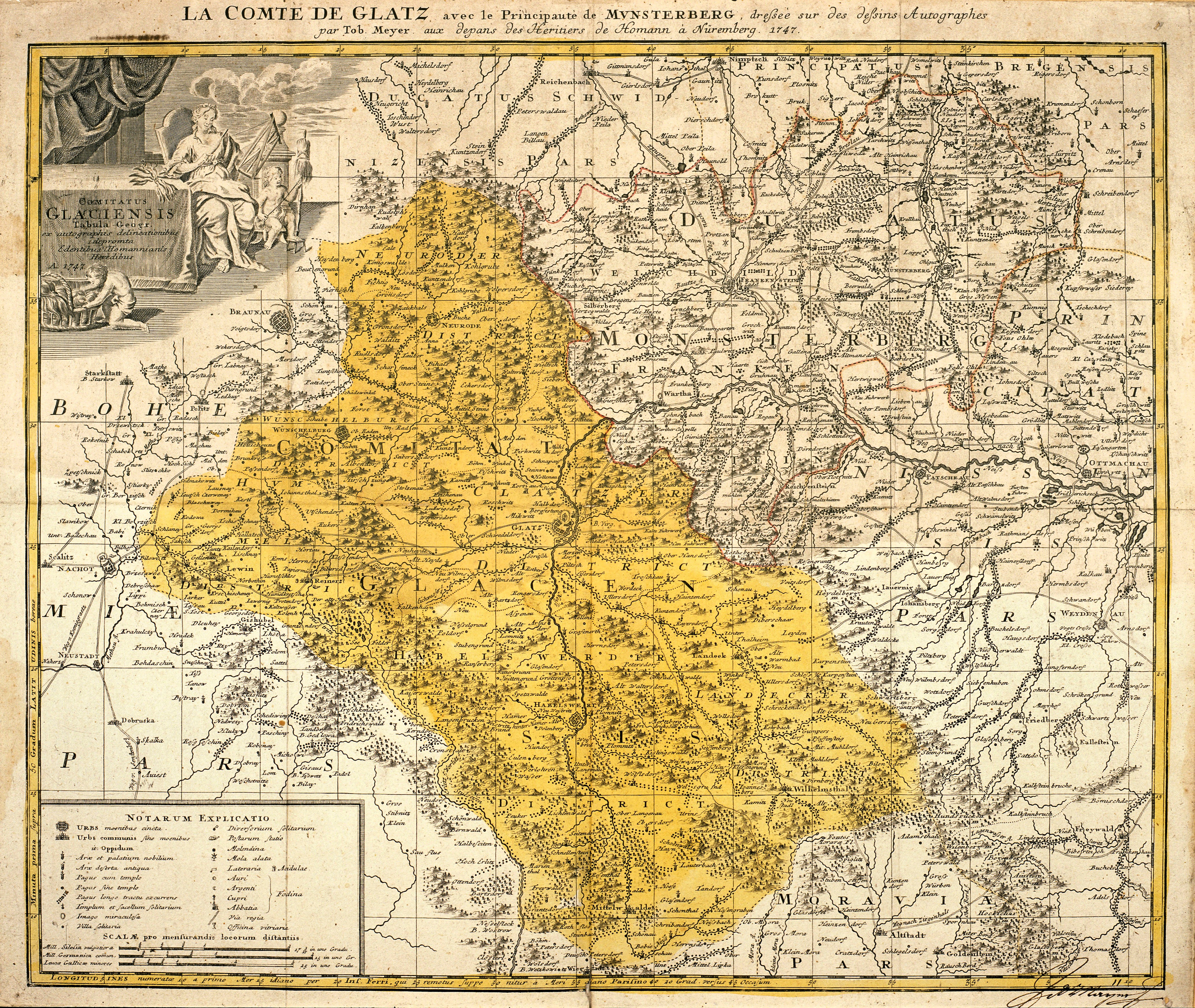
Mapa hrabstwa (1747)
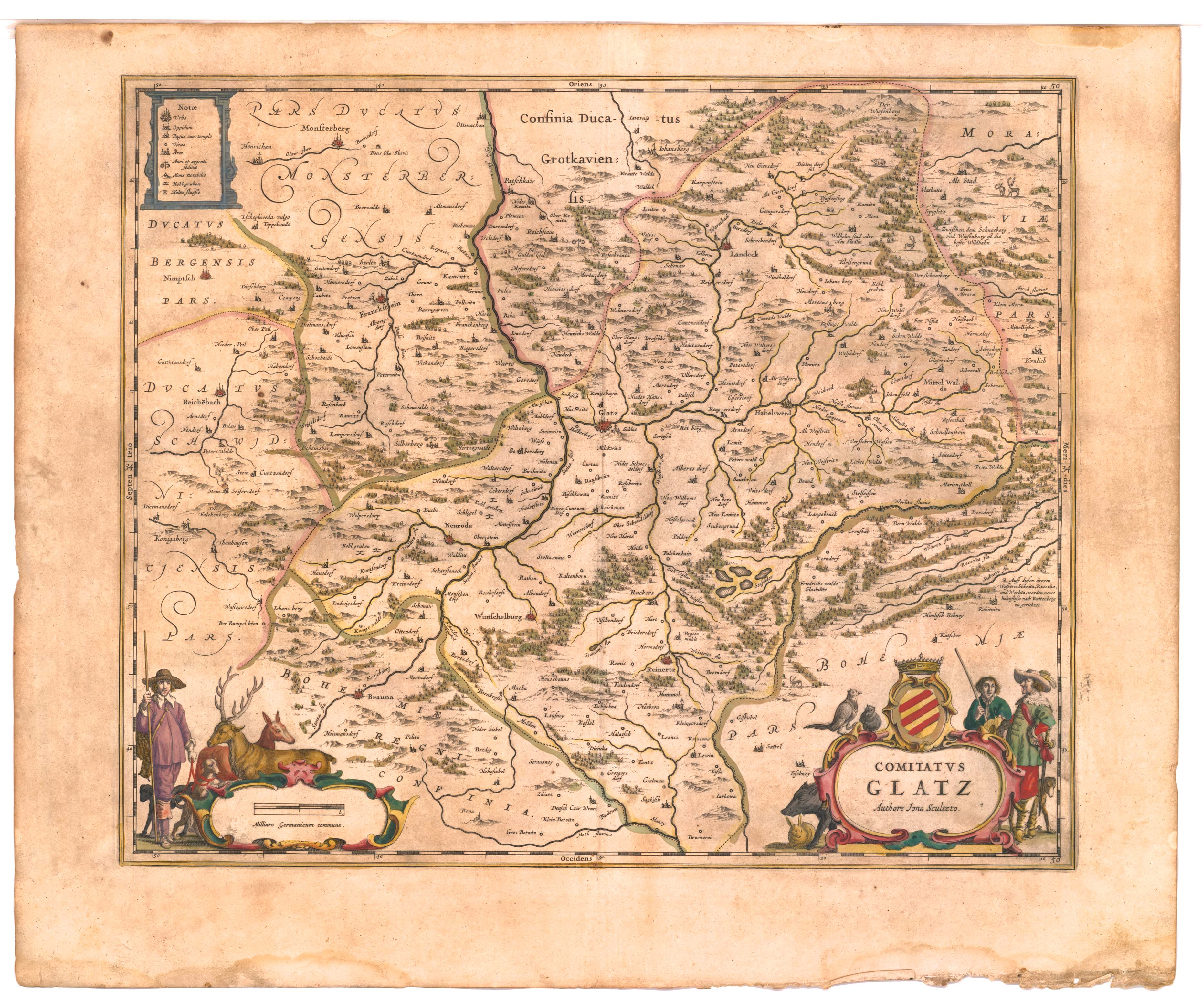
Jedna z najstarszych map hrabstwa (1645)
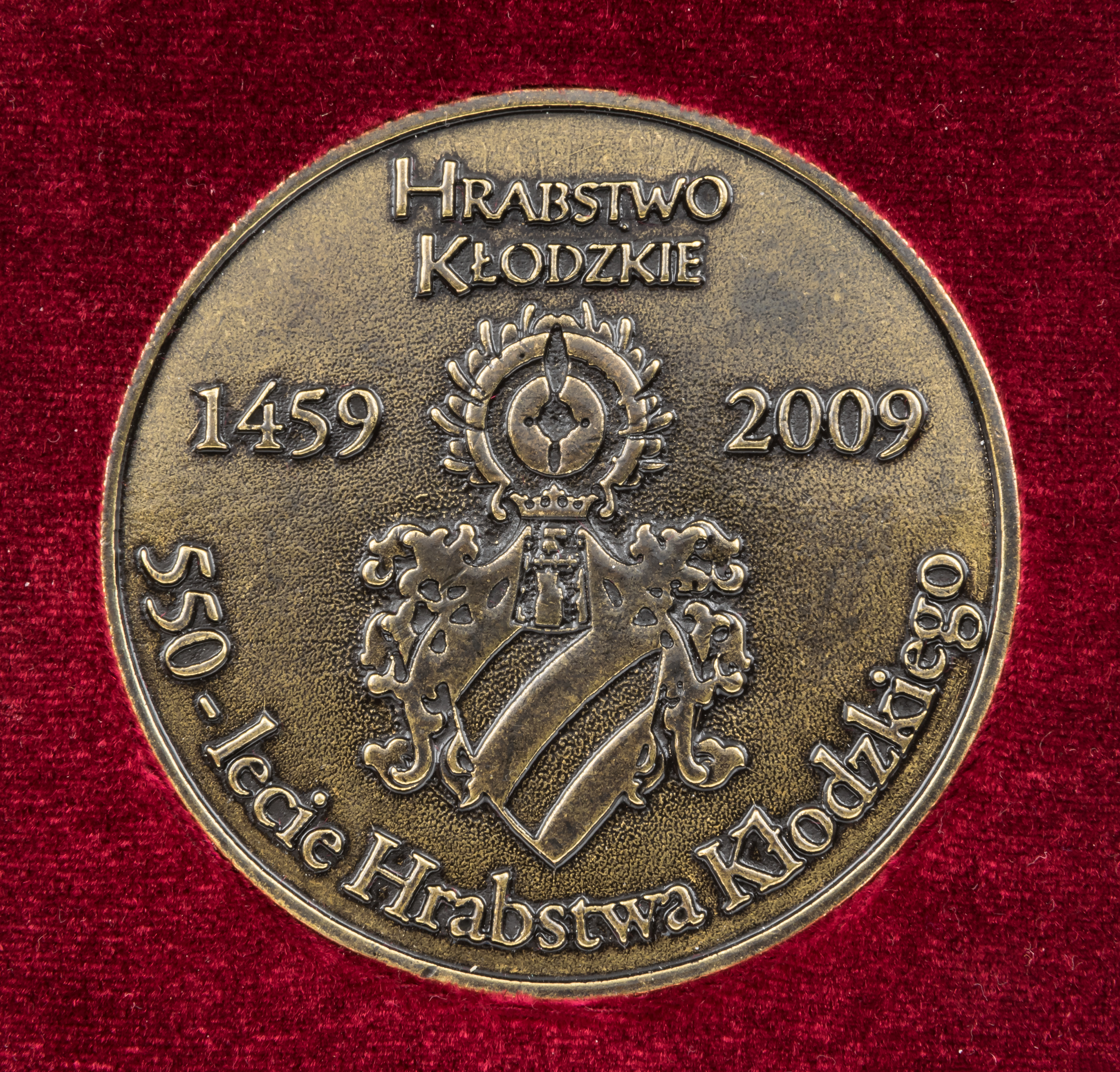
Medal 550-lecia hrabstwa